# Clemens von Pirquet

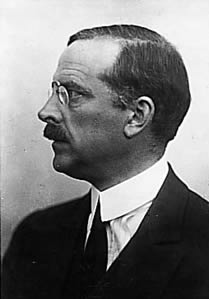
Clemens von Pirquet (1906)

Clemens Peter von Pirquet (n. 12 mai 1874, Viena - d. 28 februarie 1929, Viena) a fost un om de știință și medic pediatru austriac, cunoscut pentru contribuțiile sale în domeniul bacteriologiei și imunologiei. A inventat și a introdus în medicină termenul de alergie. Este fratele mai mare al lui Guido von Pirquet (1880-1966), unul din pionierii explorării spațiului, specialist în termodinamică și balistică.

## Biografie

### Studii
Se naște la Viena, într-o familie din mica nobilime (a avut titlul nobiliar de baron). Studiază teologia la Universitatea din Innsbruck și filozofia la Universitatea din Leuven. Ulterior studiază medicina, absolvind facultatea de medicină la Universitatea din Graz și devenind doctor în medicină în 1900. Începe să profeseze, ca intern și apoi ca rezident, la Spitalul de Copii din Viena, unde este asistentul renumitului profesor Theodor Escherich. Devine specialist în pediatrie în 1908.

### Cariera medicală
Este interesat de bacteriologie și imunologie. În 1905 publică, împreună cu colegul său, Béla Schick, prima monografie despre Boala serului. În 1906, pe baza observației că pacienții cărora li se administraseră anterior injecții cu ser anti-difteric de cal sau vaccin anti-variolic prezentau reacții mai rapide și mai severe la o a doua injecție, care nu aveau legătură cu boala pentru care erau administrate, Pirquet, împreună cu Béla Schick, introduce în medicină termenul de alergie (provenit din în limba greacă, din cuvintele allos (diferit/ă) și ergon (reacție sau reactivitate) pentru a descrie această reacție de hipersensibilitate.
Curând după aceea, pe baza observațiilor sale asupra variolei, Pirquet ajunge la concluzia că tuberculina, pe care Robert Koch o izolase din bacteria care produce tuberculoza în 1890, poate determina un tip de reacție similar. Charles Mantoux dezvoltă ideea lui Piquet, și testul Mantoux, bazat pe injectarea intradermică a unei mici cantități de tuberculină, devine un test de diagnostic al tuberculozei, în 1907. Studiind simptomele provocate de vaccinul antivariolic bovin, Pirquet dezvoltă o nouă teorie asupra perioadei de incubație a bolilor infecțioase și formării de anticorpi.
În 1908, devine specialist în pediatrie. În 1909, Pirquet refuză propunerea de a lucra la exclusiv în cercetare, la Institutul Pasteur din Paris, și acceptă postul de profesor-șef al catedrei de pediatrie la Spitalul Johns Hopkins din Baltimore, S.U.A. În 1910, după numai un an, acceptă oferta de a reveni în Europa, ca profesor de pediatrie la Breslau (astăzi Wrocław) și apoi la Viena, unde preia catedra de pediatrie, rămasă vacantă prin moartea profesorului Theodor Escherich, în 1911. Va rămâne la Viena până la moartea sa, în 1929, instruind mai multe generații de pediatri și surori medicale, și fiind un profesor popular și respectat.
În 1910 publică primul său tratat, Alergia, în care accentuează ideea că răspunsul la stimulii antigenici se împarte în două categorii: imunitatea (mecanismul clasic de protecție împotriva bolilor infecțioase) și alergia sau reactivitatea modificată, în care răspunsul imun în sine determină boală clinică. În categoria alergiilor, Pirquet nu include numai boala serului, ci și anafilaxia, reacția Arthus, febra de fân, astmul bronșic și, mai târziu, bolile autoimune.
Ulterior, devine interesat de antropometrie, publicând numeroase formule și tabele estimative ale parametrilor de dezvoltare și greutății organelor. În 1924, inventează un sistem de numerotare a dinților (numit de el Telekabaka), recunoscut internațional și revizuit de Federația Dentară Internațională (FDI) în 1970. Dezvoltă și domeniul nutriției infantile, unde introduce o serie de regimuri dietetice, reunite generic sub termenul Sistemul de nutriție Pirquet. Introduce o nouă unitate de măsură în nutriția infantilă, numită Nem (1 Nem este echivalentul nutrițional a 1g lapte uman), destinată a înlocui caloria (1 Nem=0,67 calorii). În ultimii ani de viață, revine la conceptul de alergie, descriind dependența de vârstă a reactivității modificate (sensibilității) față de boli.
Pe 28 februarie 1929, Clemens von Pirquet se sinucide împreună cu soția sa.

### Elogiul posterității
La 22 ianuarie 2007, în semn de recunoaștere a realizărilor majore ale medicului care a îmbinat pentru prima oară pediatria cu studiul și cercetarea alergiei, Asociația Europeană de Alergologie și Imunologie Clinică (EAACI) a dat numele lui Pirquet fundației sale nou înființate, EAACI – Fundația Clemens von Pirquet pentru promovarea cercetării și educației în alergologia pediatrică și imunologie.

## Lucrări publicate
- Die Serumkrankheit (Boala serului), împreună cu Béla Schick. Wien, F. Deuticke, 1905
- Allergie (Alergia) Münchener Medizinische Wochenschrift 1906; 30:1457-1458 – prima mențiune a termenului Alergie
- Klinische Studien über Vakzination und vakzinale Allergie (Studiu clinic asupra vaccinării și alergiei vaccinale), Münchener medizinische Wochenschrift, 1906,53.
- C. von Pirquet, Tuberkulindiagnose durch cutane Impfung (Diagnosticul tuberculinic prin vaccinare cutanată). Berliner Klinische Wochenschrift, 1907, 44:644–645.
- Kutane Tuberkulinreaktion (Reacția cutanată la tuberculină), 1908
- System der Ernährung (Sistemul de nutriție), 1917-1920
- Lehrbuch der Volksernährung (Manual de nutriție populară), 1920
- Lexikon der Ernährungskunde (Dicționarul de nutriție al consumatorului), împreună cu E. Mayerhofer, 1923-1925
- Allergie des Lebensalters (Alergia la vârstnici), 1930 (publicată postum)